# Малкочоглу Балі-бей
Ях'япашазаде Малкочоглу Балі-бей (відомий також як Ходжа Балі-бей; помер 1548) — османський воєначальник, відомий участю в битві при Могачі і взяттям фортеці Белград, сучасник султана Сулеймана I Пишного.

## Біографія

### Походження і початок кар'єри
По батьківській лінії Балі-бей походить з відомого османського роду Малкочоглу, який бере свій початок від Малкоч-бея, який жив при султанах Мурад I і БаязІда I. Батьком Балі-бея Ентоні Алдерсон називає Малкочоглу Ях'ю-бея, матір'ю — неназвану дочку султана Баязида II. Їхній шлюб був укладений в 1501 році, проте в 1506 році Ях'я помер; таким чином, народження всіх трьох відомих дітей подружжя, Ахмеда, Балі і Мехмеда (пом. 1551), припадає на цей період [1].
Починає з посади санджакбея Семендіре. Потім у 1521 році бере участь у битві за Белград і після захоплення стає бейлербеєм Белграда і Босна. У 1526 році бере участь в битві при Могачі
, де привертає увагу султана Сулеймана і отримує його розпорядження скоординувати будівництво понтонного моста. Битва при Могачі стає поштовхом для кар'єрного зростання молодого воєначальника. Він призначається командиром правого крила османської армії і другим бейлербеєм Будапешта.

### Битва при Могачі
Битва при Могачі (1526 рік) — одна з найвідоміших битв, у якій брав участь Балі-бей. Саме після цієї битви султан довірив Малкочоглу керівництво будівництвом понтонного моста через переправу. 29 серпня на території Південної Угорщини, на правому березі Дунаю, відбулася грандіозна битва між османською армією (45 тисяч осіб за підтримки 160-ти знарядь) і різноманітною дворянською армією короля Угорщини Лайоша II (25 тисяч людей і приблизно 80 знарядь).
Нищівної поразки зазнало мадярське військо. Відступаючи, він потонув, а його грандіозна охорона впала під ударом османської гвардії. У результаті цієї битви територія Угорщини перейшла під повний контроль Блискучої Порти.

### Заслуги
Одна з головних заслуг Малкочоглу — значний внесок у завоювання Османською імперією Угорщини, саме ця кампанія стала поштовхом для кар'єрного зростання. Згодом Балі-бей переїжджає в столицю і активно бере участь в палацовому житті. Він стає хранителем султанських покоїв, 1542-1543 роках очолював Будійський еялет (передав посаду братові Мехмеду) і, врешті-решт, входить в диван, ставши одним із візирів імперії. 

### Смерть
Малкочоглу Балі-бей помер у 1548 році [1]. Поки Буда належала Османській імперії, найбільша площа міста носила ім'я Ходжи Балі-паші, але після втрати турками Будапешта була перейменована. У Бурсі, у дворі мечеті Балі-бей, розташований мавзолей полководця.

## Особисте життя
Чагатай і Недждет Сакаоглу пишуть, що Балі-бей був одружений зі своєю неназваною кузиною — дочкою Айнишах-султан, котра, як мати Балі-бея, була дочкою Баязида II. Відоме ім'я одного сина Балі-бея — Мехмет-бея, що продовжив справу батька.